# Harry Goaz

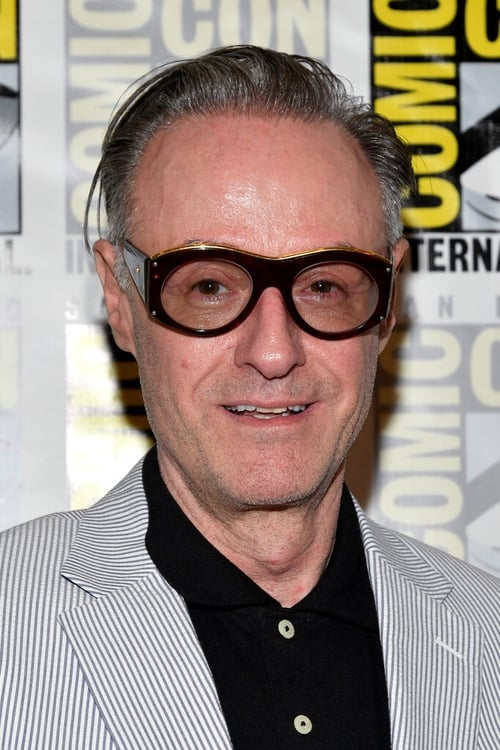
Harry Goaz, 2012

Harry Goaz (* 27. Dezember 1960 in Jacksonville, North Carolina als Harry Preston King) ist ein US-amerikanischer Schauspieler. Er wurde durch seine Rolle des Deputy Andy Brennan in Twin Peaks bekannt.

## Leben
Goaz wurde in Jacksonville, North Carolina geboren und wuchs in Beaumont, Texas auf. Er studierte an der University of Texas at Austin, wo er seinen Abschluss in bildender Kunst machte. Schauspiel lernte er unter William Traylor am The Loft Studio in Los Angeles.
Sein erstes Treffen mit David Lynch hatte Goaz, als er ihn zu einer Gedenkfeier von Roy Orbison fuhr. Hierbei entschied Lynch, dass er ihn für die Rolle des Deputy Andy Brennan in seiner Fernsehserie Twin Peaks besetzen möchte. Diese Rolle verkörperte er sowohl in der Serie als auch im anschließenden Film Twin Peaks – Der Film aus dem Jahr 1992. Auch in der Fortsetzung der Serie aus dem Jahr 2017 schlüpfte er wieder in seine bekannteste Rolle.
Im Anschluss an seine Twin-Peaks-Zeit spielte er unter anderem in der Fernsehserie Eerie, Indiana von Joe Dante und im Film Die Kehrseite der Medaille von Steven Soderbergh mit.

## Filmografie
- 1989–1991: Twin Peaks (Fernsehserie, 26 Folgen)
- 1991–1992: Eerie, Indiana (Fernsehserie, 5 Folgen)
- 1992: Twin Peaks – Der Film (Twin Peaks: Fire Walk with Me)
- 1993: Georgia Coffee: Twin Peaks (Fernsehserie, 3 Folgen)
- 1995: Die Kehrseite der Medaille (The Underneath)
- 2005: Deadroom
- 2009: St. Nick
- 2010: Earthling
- 2015: Figurehead (Kurzfilm)
- 2017: Twin Peaks (Twin Peaks: The Return, Fernsehserie, 9 Folgen)
- 2021: The Vandal (Kurzfilm)